# Peucezi
I Peucezi, o Peuceti (in latino Peucetii), furono un'antica popolazione iapigia. Taluni sostengono che il nome sia in realtà un dispregiativo utilizzato dai Greci per indicare tale popolazione, il termine Peudicli, come dice lo stesso Strabone.
Un altro toponimo usato sulle mappe geografiche del Medioevo fu Poediculi. I Peuceti insieme ai Dauni e ai Messapi costituivano il popolo degli Iapigi. I primi si stanziarono in un territorio corrispondente all'attuale Puglia centrale, con centri principali quali Barium (Bari), Thuriae (Turi), Butuntum (Bitonto), Rubi (Ruvo), Silvium (Gravina) e Azetium (Rutigliano).

## Lingue
È plausibile che in epoca pre-romana il popolo peuceta fosse trilingue, poiché le legende delle antiche monete locali provenienti da Rubi e Azetium mostravano iscrizioni in tre diversi idiomi (osco, greco e messapico).

## Storia
Secondo Dionigi di Alicarnasso il nome deriverebbe da Peucezio, figlio del Licaone dell'Arcadia e fratello di Enotro. Peucezio sarebbe stato ispirato a cercare fortuna all'estero dopo che Licaone divise l'Arcadia fra i suoi ventidue figli. Questo mito è considerato verosimile dagli scrittori moderni, i quali affermano che la Peucezia era culturalmente parte, se pur poco importante, della Magna Grecia.

### La divisione
Dal VII secolo a.C. gli abitanti della Iapigia si distinsero in Dauni (a nord), Peuceti (al centro) e Messapi (a sud).
La vicinanza dei Messapi alla greca Taranto, se per i primi secoli della colonia si presenta come una convivenza pacifica, cambia con la fine del VI secolo e inizi del V secolo a.C. In almeno due momenti i Messapi si sono alleati contro la greca Taranto; infatti i Messapi nel 473 a.C. infliggono ai tarantini una cocente sconfitta.

### VI-IV secolo a.C.
Sia Callimaco che Clemente Alessandrino riferiscono di un assedio compiuto dai Peucezi ai danni di Roma. L'attribuzione dell'episodio ad un reale evento storico è ancora dibattuta: secondo Gaetano De Sanctis, tale assedio sarebbe stato quello condotto da Porsenna nel 509 a.C., mentre Lorenzo Braccesi, sostiene che l'assedio di Roma di cui Callimaco riferisce negli Aitia non sarebbe quello di Porsenna, ma quello condotto dai Galli Senoni (Sacco di Roma), avvenuto nel 390 a.C. Quest'ultima ipotesi ha indotto a considerare l'eventualità che agli occhi dei Greci l'immagine dei Peucezi si sovrapponesse con quella dei Piceni e con quella dei Galli Senoni (fondatori di Senigallia, sul confine a nord della zona occupata dai Piceni)

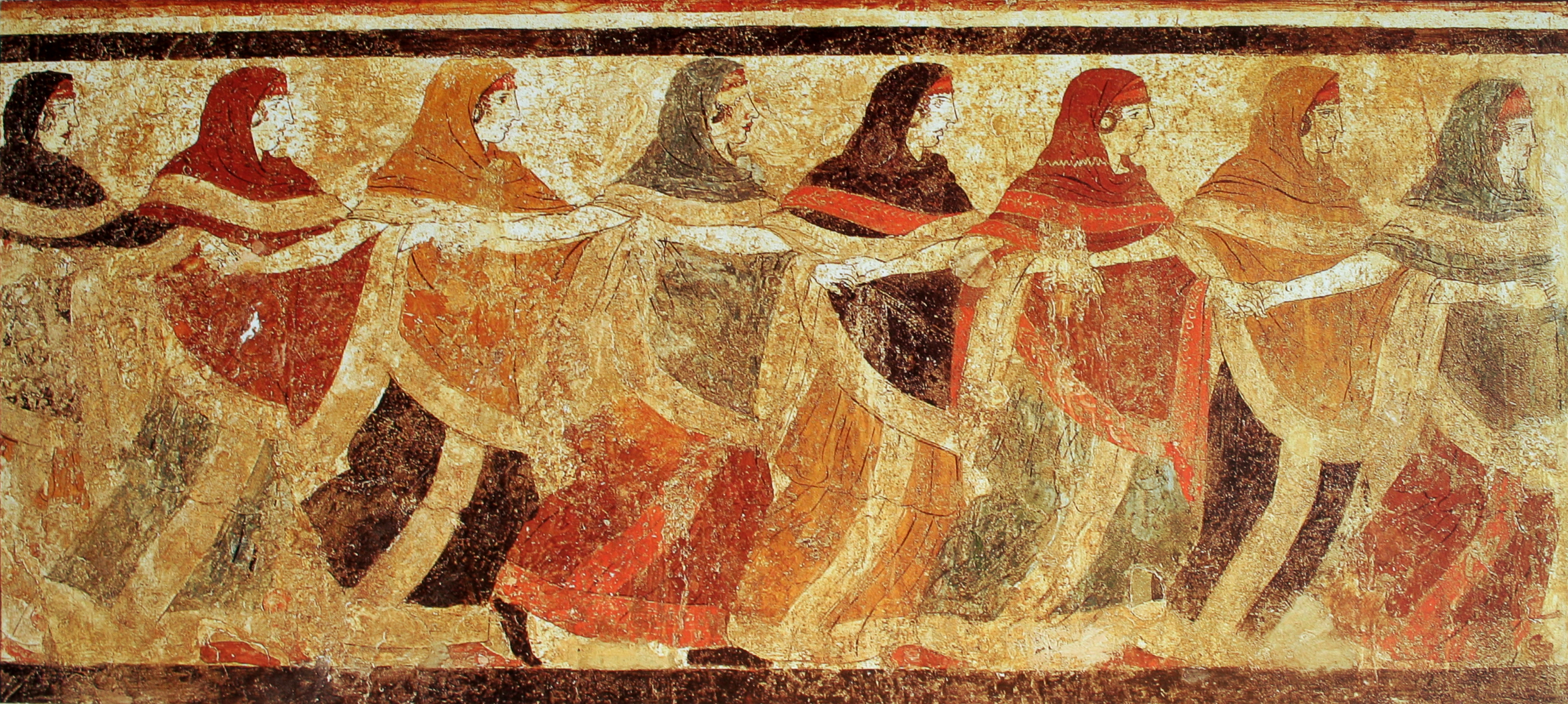
Affresco raffigurante danzatrici peucete nella Tomba delle Danzatrici in Ruvo di Puglia, V o IV secolo a.C.

### III-I secolo a.C.
Dal III secolo avanti Cristo il territorio apulo venne progressivamente romanizzato e ciò comportò la decadenza dei centri peuceti preesistenti. I numerosi centri abitati peuceti si ridussero fortemente in numero: l'elenco dei centri e delle popolazioni apule della Regio II riportato da Plinio il Vecchio nel I secolo d.C. menziona una quindicina di centri. I libri coloniarum attestano l'esistenza di suolo pubblico, quindi confiscato alle città d'origine, in ambito peuceta.

## Geografia
I centri principali furono Thuriae, Butuntum, Rubi, Silvium e Azetium.
Al tempo degli antichi Romani il territorio peuceta era solitamente considerato parte dell'Apulia, anche se alcune fonti lo ascrivevano alla Messapia, meglio nota come Calabria; in epoca imperiale tali territori sarebbero stati comunque integrati nella Regio II Apulia et Calabria.

### Fonti primarie
- Callimaco, Le cause.
- Clemente Alessandrino, Stromateis.
- Pseudo Scilace, Periplo.

### Atti e cataloghi
- AA. VV., La civiltà dei Piceni nei musei archeologici di Marche e Abruzzo, Pescara, CARSA, 2000. (Guida della mostra "Piceni popolo d'Europa").
- F. Grelle, L’ordinamento territoriale della Peucezia e le forme della romanizzazione, in Archeologia e territorio, l'area Peuceta. Atti del Seminario di studi (Gioia del Colle, Museo Archeologico nazionale, 12-14 novembre 1987), Gioia del Colle, 1989, SBN RER0011824.